# 尾股宏
尾股 宏（おまた ひろし、1963年 ＜昭和38年＞ 10月6日- ）は日本の実業家、起業家。
電通グループ、日本アイ・ビー・エム、SOMPOホールディングスでデジタルマーケティング、デジタルトランスフォーメーション、IT (情報技術）に携わった経歴を持つ。
株式会社SURYA Consulting Group共同創業者・代表取締役社長・CEOを務めた。 
ENEOSホールディングスおよびENEOSでIT、デジタルトランスフォーメーションを担うCDOを務める。 

## 来歴
1988年（昭和63年）3月、早稲田大学政治経済学部経済学科を卒業し、同年4月に電通に入社した。2002年（平成14年）11月にInternational Institute of Management Development (IMD) Executive MBA Programを修了して経営学修士 (MBA)を取得した 。
2009年（平成21年）12月、Dentsu Marcom Pvt. Ltd. Director & Executive Vice Presidentに就任する。2013年（平成25年）1月、同社Chief Executive Officerに昇格した 。
2015年（平成27年）6月、電通コンサルティングの社外取締役となる。
2016年（平成28年）6月、電通デジタルの執行役員共同チーフカスタマーオフィサーに就任した。電通デジタルには設立の準備段階から関わり、電通のデジタルマーケティング分野進出に携わった 。
2018年（平成30年）1月 、日本アイ・ビー・エムの執行役員チーフ・デジタル・オフィサーに転任。日本アイ・ビー・エム時代は人工知能(AI)によるデジタルマーケティング、デジタルトランスフォーメーションを手がけた。
2020年（令和2年）4月、SOMPOホールディングスのグループCDO（チーフ・デジタル・オフィサー）（共同）兼グループCIO（チーフ・インフォメーション・オフィサー）、執行役常務となる。この転任は、「損害のない状況」を理想とする場合に保険会社が顧客に提供すべき日常の「安心・安全・健康」を、デジタル技術によって把握するという同社の方針に沿って迎えられたものだった。役職のうち、グループCDO（共同）については、2021年（令和3年）4月より新設されたグループのデータマーケティング領域の最高責任者であるグループCDMO(Group Chief Data Marketing Officer)に異動となった。SOMPOホールディングス時代には経済同友会会員、同会幹事ともなっていた。
2022年（令和4年）5月、株式会社スカラパートナー となる。8月に株式会社SURYA Consulting Groupの共同創業者・代表取締役社長CEO 、Ridgelinez株式会社シニア・アドバイザーにそれぞれ就任した。
2024年（令和6年）4月、ENEOSホールディングス株式会社常務執行役員、ENEOS株式会社常務執行役員CDOに就任した。内部からではなく、外部からプロCDOとして招聘された。